# درة حمراء التاج
الدُّرَّة حمراء التاج (الاسم العلمي: Cyanoramphus novaezelandiae)، هي نوع من الطيور يتبع فصيلة ببغاوات العالم القديم.